# 吕特菲帕夏
吕特菲帕夏（土耳其語：Lütfi Paşa，也全称达马特·切莱比·吕特菲帕夏；1488年—1564年3月27日），奥斯曼帝国官员，曾于苏丹苏莱曼一世在位期间的1539年至1541年间出任帝国宰相“大维齐尔”。

## 生平
吕特菲是出身发罗拉的阿尔巴尼亚人，年少时被奥斯曼帝国通过德夫希尔梅体系征召，进入巴耶济德二世的后宫（harem-i hass），并在那儿接受了伊斯兰科学教育。
离开皇宫后先是被任命为卡斯塔莫努的桑贾克贝伊，随后又任卡拉曼的贝勒贝伊。吕特菲帕夏曾在他所著的《Asafname》中介绍自己生平的这些细节。然而，他并没有说这些任命的日期，并且对自己进宫之前的细节只字未提。他可能还先后当过艾登和扬亚（约阿尼纳）的桑贾克贝伊，因为Feridun Bey提到吕特菲贝伊曾以艾登的桑贾克贝伊的身份在1522年的罗德岛之围中参战，而在1529年的维也纳之围中也有一个吕特菲贝伊以扬亚桑贾克贝伊的身份参战。这些文献记载的吕特菲贝伊可能就是后来的大维齐尔吕特菲帕夏，因为吕特菲帕夏曾表示自己参加过这两次战役。
他曾参与了塞利姆一世与东部安纳托利亚萨非王朝的战争，以及与叙利亚和埃及马木留克的战争。在苏莱曼一世治下，他参加了1521年贝尔格莱德和1522年罗德岛的战争。
1539年阿亞斯·穆罕默德帕夏去世后，吕特菲成为帝国宰相“大维齐尔”。1541年，他因故打了身为公主的妻子。苏莱曼苏丹让他们夫妻离了婚，并罢免了吕特菲的宰相之位，任命哈德姆·蘇萊曼帕夏为新任大维齐尔。

## 作品
他曾著作了21部作品，内容主要是信仰方面的，但也有历史方面的，其中13部是以阿拉伯语著述的，8部是土耳其语的。其中《Asafname》是一种大臣的借鉴，《Tevâriḫ-i Âl-i ‘Os̱mân》是关于奥斯曼历史的，其中巴耶济德二世、塞利姆一世和苏莱曼一世三位苏丹在位时他自己的经历。